# Oppositieplatform - Voor het Leven
Oppositieplatform - Voor het Leven (Oekraïens: Опозиційна платформа — За життя, Oposyzijna platforma – Sa schyttja; Russisch: Оппозиционная платформа — За жизнь) is een Oekraïense politieke partij. De partij staat bekend als pro-Russisch, centristisch en regionalistisch Met 44 van de 450 zetels in de Verchovna Rada (parlement) is het momenteel (2022) de grootste oppositiepartij.

## Geschiedenis
Oppositieplatform - Voor het Leven (OP) werd in 1999 opgericht onder de naam Al-Oekraïense Unie "Centrum" (Всеукраїнське об’єднання). In 2014 vormde de partij samen met zes andere partijen, die sceptisch stonden ten opzichte van de Euromaidan beweging, het Oppositieblok (Опозиційний блок) waaruit in 2016 een afgescheiden groep voortkwam die de naam Voor het Leven (За життя) aannam. In 2018 gingen het Oppositieblok en Voor het Leven een fusie aan waaruit de huidige partij voort is gekomen. Een van de machtigste figuren binnen OP is Viktor Medvedchuk, die dicht bij de Russische president Poetin staat.
Bij de parlementsverkiezingen van 2019 werd OP met 43 van de 450 zetels de tweede partij in het parlement. Bij de lokale verkiezingen in 2020 werd de partij derde.
Aanhangers en militanten van Oppositieplatform zijn regelmatig slachtoffer van rechtsextremistisch geweld.
Op 20 maart 2022 verbood de Oekraïense Veiligheidsraad de activiteiten van elf pro-Russische politieke partijen voor de duur van de staat van beleg. De grootste daarvan is het Oppositieplatform. Voor de voorzitter van het Oppositieplatform werd eerder al een arrestatiebevel uitgevaardigd. Op 21 april besloot de partij zichzelf te ontbinden. Vijfentwintig fractieleden in het parlement vormden daarop het Platform voor Leven en Vrede (Платформа за життя та мир)

## Ideologie
Oppositieplatform - Voor het Leven is een centristische, Eurosceptische en regionalistische partij. De partijleiding ligt deels in handen van machtige oligarchen (monopoliekapitalisten). De partij is georiënteerd op Rusland, maar streeft ook goede betrekkingen na met de Europese Unie. Medvedchuck heeft in het verleden nadrukkelijk verklaard dat de Krim onderdeel is van de Oekraïense staat.
De bij OP aangesloten partijen houden er verschillende ideologieën op na, maar wat hen bindt is Euroscepticisme. De partij onderhoudt betrekkingen met Verenigd Rusland (Russische Federatie), Yisrael Beiteinu (Staat Israël) en Rassemblement national (Frankrijk).

## Aangesloten partijen
- Partij van Shariy (Партiя Шарiя) - partij van de blogger en activist Anatoly Shariy; libertarisch, extreem anti-Oekraïens;
- Blok Vilkula - Oekraïens perspectief (Блок Вилкула — Украинская Перспектива) - Partij van oud-vicepremier Oleksandr Vilkul, liberaal-conservatisme;
- Christensocialisten (Христианские социалисты) - christensocialistisch, sociaaldemocratie, sociaal-conservatisme.

## Verkiezingsresultaten
| 2019 | 1.908.087 | 13,05 | 43 / 450 |

## Verwijzingen
Communistische Partij · Al-Oekraïense Unie "Vaderland" (Batkivsjtsjyna) · Platform voor Leven en Vrede · Al-Oekraïense Unie "Vrijheid" (Svoboda) · Holos · Dienaar van het Volk · Oekraïense Democratische Alliantie voor Hervorming (Oedar) · Partij van de Regio's · Radicale Partij · Uniepartij · Verenigd Centrum · Volkspartij · Rechtse Sector · Oppositieblok · Voor de Toekomst